# St. Georg (Kühdorf)

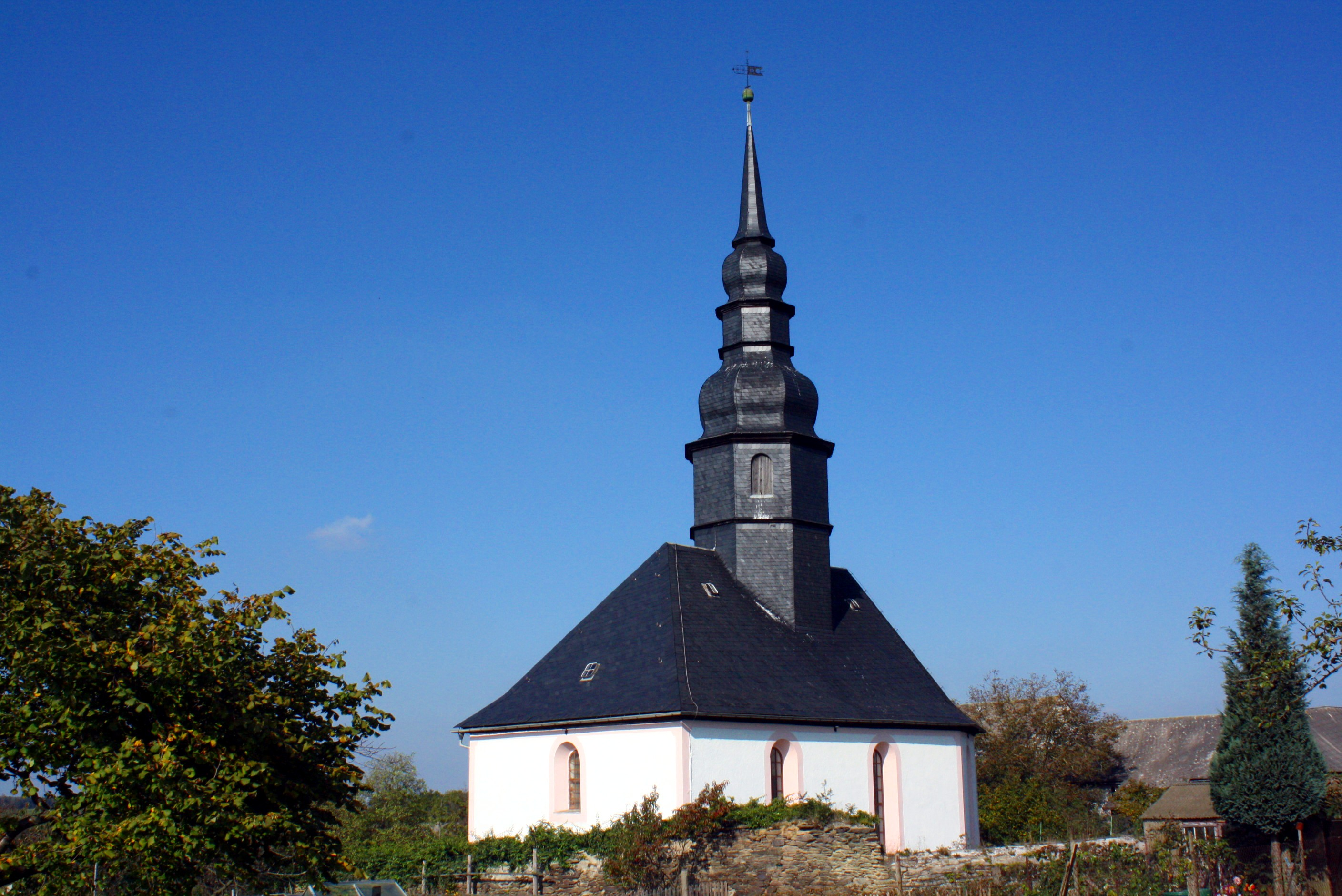
St. Georg

Die evangelisch-lutherische, denkmalgeschützte Kirche St. Georg steht in Kühdorf, einem Ortsteil der Gemeinde Langenwetzendorf im Landkreis Greiz in Thüringen. Die Kirchengemeinde Kühdorf gehört zur Pfarrei Tschirma im Kirchenkreis Greiz der Evangelischen Kirche in Mitteldeutschland.

## Geschichte
Die Kirche in Kühdorf ist erst seit Anfang des 20. Jahrhunderts Filialkirche der Pfarrei Tschirma. Bis dahin war es die kleinste und ärmste Pfarrei im Greizer Land. Im Jahre 1817 mühte sich der Tschirmaer Pfarrer vergeblich um Aufhebung der Pfarrei Kühdorf und Zuordnung zu einer der benachbarten Pfarreien. Es vergingen fast hundert Jahre, bis diese Zwergpfarrei in den Kirchgemeindeverband Tschirma eingefügt wurde. Anstelle der baufälligen spätmittelalterlichen Kirche wurde 1716 eine neue erbaut. 1912 sowie 1965/66 wurde sie instand gesetzt.

## Beschreibung
Auf dem schiefergedeckten Walmdach der Saalkirche erhebt sich in der Mitte ein mächtiger achtseitiger Dachreiter. Er besteht aus einem schiefergedeckten achteckigen Geschoss mit geschweifter Haube, einer Laterne als Aufsatz, einer kleineren geschweiften Haube und einem spitzen Helm. Der Turm hat keine senkrechte Unterstützung im Kirchenschiff, vielmehr ist er kunstvoll in den Dachstuhl eingefügt. Der Innenraum des Langhauses und des ungetrennten Chors mit dreiseitigem Abschluss im Osten ist von einer Kassettendecke überspannt. Der Kanzelaltar schließt als hölzerne Wand das Kirchenschiff nach Osten. Zwischen zwei ionischen Säulen tritt vor der Wand die Kanzel hervor, gekrönt von dem von Pilastern getragenen Schalldeckel, der von durchbrochenem Schnitzwerk eingefasst ist. Seitwärts des Altars ist die Holzwand durch je eine kleine Tür durchbrochen. Im Kirchenschiff befinden sich Emporen. Die Kirchenausstattung ist aus der Bauzeit. Ein geschnitztes Taufbecken von 1954 ist stilistisch dem Expressionismus angelehnt. Es stammt, wie eine 1963 geschnitzte Plastik, von Elly-Viola Nahmmacher. Die Orgel mit 10 Registern, verteilt auf 2 Manuale und Pedal, wurde 1896 von Richard Kreutzbach gebaut.